# Rimas Tuminas
Rimas V. Tuminas est un metteur en scène, professeur et directeur de théâtre lituanien né le 20 janvier 1952 à Kelmė (RSS de Lituanie) et mort le 6 mars 2024 à Gallipoli (Lecce) en Italie.

## Biographie
Rimas V. Tuminas naît le 20 janvier 1952 à Kelmė en république socialiste soviétique de Lituanie dans une famille de vieux-croyants. Son père est russe et sa mère lituanienne. Entre 1970 et 1974, il étudie à l’Académie de musique et de théâtre de Lituanie, puis dans la section réalisation (cours de Iossif Toumanov (ru)) de l'Académie russe des arts du théâtre (GITIS) dont il sort diplômé en 1978.
Il fait ses débuts en Lituanie avec la mise en scène de Janvier de Yordan Raditchkov et réalise sa première production à Moscou, Sonatine pour un paon d'Oswald Zahradnik (ru), au théâtre Stanislavski en 1979.
Il enseigne depuis 1979 au Conservatoire de musique et théâtre de Lituanie.
De 1979 à 1990, il est metteur en scène du Théâtre national d'art dramatique de Lituanie dont il assure la direction générale de 1994 à 1999. En 1990 il fonde et dirige le Petit Théâtre d'État de Vilnius (lt).
Le 1er mars 2000 a lieu la première du spectacle We Play ... Schiller!, mise en scène de Rimas Tuminas au théâtre Sovremennik d'après Marie Stuart de Friedrich von Schiller, avec Ielena Iakovleva qui joue Marie Stuart.
En 2007, il accepte la proposition du Roskino et devient directeur artistique du Théâtre Vakhtangov de Moscou.
Depuis 2012, le festival international de théâtre de Rimas Tuminas « Vasara » (« été ») se tient à Druskininkai.

## Mises en scène
- 1990 : La Cerisaie, Anton Tchekhov
- 1991 : La Vie de Galilée, Bertolt Brecht
- 1992 : Oncle Vania, Anton Tchekhov
- 1993 : La Mouette, Anton Tchekhov
- 1995 : Dom Juan, Molière
- 1997 : Mascarade, Mikhaïl Lermontov
- 1998 : Œdipe roi, Sophocle
- 1999 : Richard III, Shakespeare
- 2000 : Jouons ... Schiller !, d'après Marie Stuart de Friedrich von Schiller
- 2002 : Le Revizor, Nicolas Gogol
- 2005 : Les Trois Sœurs, Anton Tchekhov
- 2006 : En attendant Godot, Samuel Beckett
- 2007 : Le Malheur d'avoir trop d'esprit, Alexandre Griboïedov
- 2008 : Troïlus et Cressida, Shakespeare
- 2009 : Oncle Vania, Anton Tchekhov
- 2010 : Mascarade, Mikhaïl Lermontov
- 2011 : Marina, d'après les œuvres de Brecht, Ivan Bounine, Fiodor Dostoïevski, Friedrich Dürrenmatt, Arthur Miller, Alexandre Pouchkine, Eduardo De Filippo, Shakespeare, pour le 90e anniversaire du Théâtre Vakhtangov
- 2013 : Eugène Onéguine, Alexandre Pouchkine
- 2016 : Lady Macbeth du district de Mtsensk, Dmitri Chostakovitch, au théâtre Bolchoï
- 2016 : Œdipe roi, Sophocle
- 2017 : La Dame de pique, Piotr Ilitch Tchaïkovski, au théâtre Bolchoï

## Distinctions et récompenses

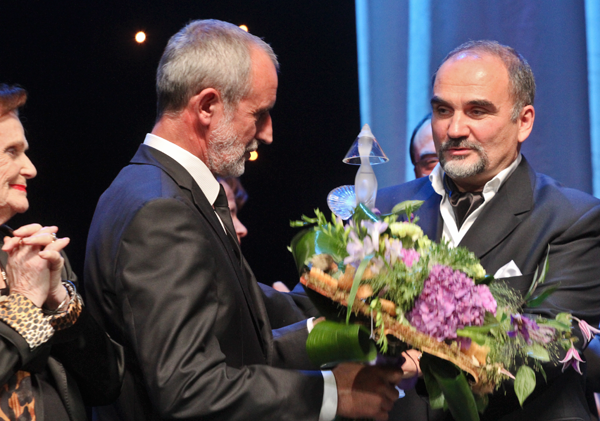
Rimas Tumiras et, fondateur du Turandot de cristal, en 2012.

- Prix national de la culture et de l'art de Lituanie pour La Cerisaie et La Vie de Galilée (1994)
- Masque d'or du meilleur spectacle étranger monté en Russie pour Mascarade (1998)
- Commandeur de l'Ordre du Grand-Duc Gediminas pour sa contribution à la culture nationale (1998).
- Prix d'État de la fédération de Russie (1999)[3]
- Ordre de l'Amitié (Russie) (2010)[4]
- Turandot de cristal (meilleur spectacle) pour[5] :
  - Oncle Vania (2011),
  - Pier (2012),
  - Eugène Onéguine (2013)
- Masque d'or du meilleur spectacle pour Eugène Onéguine (2014)[6]